# سد معشوره
سد گاشمار (معشوره) یک سد بتونی دوقوسی در دست مطالعه و ساخت در شهرستان نورآباد(دلفان) استان لرستان است که بر رودخانه کشگان (از سرشاخه‌های رود کرخه) قرار دارد.
ساخت این سد در سال ۱۳۹۲ با حجم مخزن بیش از ۱۶۰۰ میلیون متر مکعب با هدف تامین آب شرب، صنعت و کشاورزی، تولید ۲۰۰ گیگاوات ساعت انرژی برق‌آبی و ایجاد اقتصاد مبتنی بر گردشگری در این منطقه آغاز شد ولی در سال‌های بعد با تخصیص قطره چکانی بودجه، عملیات ساخت تقریباً متوقف بود. در اردیبهشت ۱۴۰۰ و آخرین ماه‌های دولت دوازدهم با وجود کاهش تخصیص آب قابل استفاده از مخزن سد به ۱۸۵ میلیون متر مکعب، طراح کلی ساخت سد نیز تغییر کرده و در آن حجم مخزن به ۵۰۰ میلیون متر مکعب کاهش یافت و این طرح با تأیید وزارت نیرو برای کسب مجوزها ابلاغ شد. در سال ۱۴۰۱ طرح سد برای پنجمین بار در دست مطالعات کامل از نو قرار گرفت و در حال کسب مجوزهای لازم می‌باشد.

## تاریخچه
- دهه اول ۱۳۰۰: مطالعات اولیه و تعیین محور صرفاً با محاسبه ظرفیت تولید انرژی برق‌آبی (محاسبه تغییر شیب و ارتفاع زمین در گلوگاه‌ها)
- سال ۱۳۸۱: مطالعات پیش توجیهی سد گاشمار (معشوره) با هدف صرفاً تعیین ظرفیت تولید انرژی برقابی. محاسبه ظرفیت ساخت سدی با حجم مخزن ۱۷۳۶ میلیون مترمکعب[۷]
- خرداد سال ۱۳۹۲: شروع عملیات اجرایی ساخت سد با حضور رئیس‌جمهور وقت در شهرستان دلفان. علی امید سیفی، مدیر عامل شرکت آب منطقه ای لرستان سد مورد نظر را با حجم ذخیره مخزن ۱۶۰۰ میلیون مترمکعب، ارتفاع ۱۱۴ متر از پی و با طول تاج ۳۵۰ متر و دارای ظرفیت تولید ۲۰۰ گیگاوات انرژی برق‌آبی در سال معرفی کرد.[۳] در این سال الهیار ملکشاهی، نماینده وقت کوهدشت در مجلس، دل بستن به ساخت کامل این سد را به دلیل تخصیص اعتبار بسیار ناچیز بیهوده دانست[۸]
- شهریور ۱۳۹۲، بعد از استقرار دولت یازدهم استاندار لرستان بیان کرد قرارداد اجرای پروژه سد گاشمار (معشوره) توسط وزارت نیرو ابلاغ نشده‌است و مقامات وزارت نیرو علت عدم ابلاغ قرارداد اجرای طرح را نداشتن توجیه اقتصادی عنوان می‌کنند[۹]
- سال ۱۳۹۳: در تصمیمی غیر مترقبه موافقت اولیه تخصیص آب سد تنگ گاشمار(معشوره) در سال ۱۳۹۳ به دلیل شرایط آبی حوضه آبریز کرخه و البته با مداخله مؤثر نمایندگان سیاسی استان خوزستان ابطال و بازنگری مجدد طرح تنگ گاشمار (معشوره) براساس هدف‌گذاری جدید (کاهش تخصیص از ۲۷۳ به ۵۰ میلیون متر مکعب) ابلاغ می‌گردد.[۱۰] عملیات اجرایی به دلیل تخصیص نیافتن بودجه و نبود اخذ مجوز ماده ۲۱۵ عملیات ساخت متوقف شد. حسن روحانی رئیس‌جمهور وقت در خرداد ۱۳۹۳ به این استان سفر کرد و در جلسه با نمایندگان استان لرستان گفت که به‌رغم مخالفت برخی با اجرای این پروژه تأکید کرده‌ام که گاشمار باید اجرا شود و کتباً به این موضوع تأکید داشته‌ام. در نتیجه این جلسه و بعد از آن تغییری در جهت ادامه ساخت پروژه رخ نداد.[۸]
- سال ۱۳۹۵: معارضه بین مسئولان استان لرستان، خوزستان و وزارت نیرو برای تعیین دوباره میزان تخصیص آب قابل بهره‌برداری از مخزن سد[۸]
- اردیبهشت ۱۳۹۷: فرمانده وقت قرارگاه سازندگی خاتم‌الانبیاء (مجری ساخت) سد گاشمار(معشوره) را قربانی مسائل سیاسی دانست.
- سال ۱۳۹۸: بعد از سیل ویرانگر فروردین‌ماه ۱۳۹۸ در لرستان در یک فرایند مطالعاتی و مشارکتی با وزارت نیرو برای تعیین تخصیص آب استان لرستان آغاز شد.
- خرداد ۱۴۰۰: برنامه تخصیص آب استان تعیین در تاریخ ۲۷ خرداد سال ۱۴۰۰ ابلاغ شد که بر اساس آن تخصیص آب از محل سد تنگ گاشمار(معشوره) به استان لرستان به میزان ۱۸۵ میلیون مترمکعب تعیین شد.[۷] در این مرحله و در مطالعات جدید بجای برنامه ریزی برای کنترل تخصیص آب و میزان استفاده از آب سد، ظرفیت مخزن سد را که قبلاً یک میلیارد و ۲۸۰ میلون مترمکعب تعیین شده بود به کمتر از ۵۵۰ میلیون مترمکعب کاهش دادند. (کاهش چشمگیر ظرفیت  سد در مقابله با سیل و تولید انرژی برق‌آبی)[۱۱]
- سال ۱۴۰۱: انجام دوباره مطالعات ساخت سد  گاشمار(معشوره) برای بار پنجم[۱۲]
- آذر ۱۴۰۲: واگذاری کارفرمایی ساخت سد از شرکت آب منطقه‌ای لرستان به شرکت توسعه آب و نیروی ایران[۱۳]

## اهداف ساخت سد
- کنترل سیل‌های رودخانه کشکان و تامین امنیت مناطق شهری و روستایی پایین دست
- تأمین آب شرب، صنعت و کشاورزی استان لرستان
- تولید قابل توجه انرژی برقابی به میزان ۲۰۰ گیگاوات ساعت
- ذخیره سازی حق آبه استان لرستان و مناطق پایین دست
- ایجاد اقتصاد مبتنی بر گردشگری در منطقه[۷]

هزینه کل اجرای این سد (ساختمان سد و نیروگاه، سیستم انتقال و خسارت مخزن) در سال ۱۳۸۹ به مراتب کمتر از هزینه خسارت وارده ناشی از سیلاب در یک دهه بعد (خسارت مالی سیل فروردین ۱۳۹۸ در شهرستان پلدختر بیش از ۵۰۰ میلیارد تومان) بوده‌است.
سد معشوره در دولت محمود احمدی‌نژاد کلنگ زنی شده که در دولت یازدهم به علت تخصیص نیافتن اعتبار، نداشتن مجوز ماده ۲۱۵ و نیز نداشتن توجیه اقتصادی متوقف شد که این توقف از سوی مردم استان لرستان با واکنش‌های زیادی روبرو شد اما پیگیری رسانه‌های استان و حضور اعتراض آمیز مردم و در نهایت جلب توجه مقامات ارشد کشوری به پرونده‌ای حساس تبدیل شد که نیازمند تصمیم‌گیری عاجل بود و در پی همین امر، وزیر نیرو در دولت یازدهم حسن روحانی با سفر به کوهدشت و بازدید میدانی از پروژه مشکلات آن را از نزدیک بررسی نمود.

## مشخصات سد
در مراحل مختلف طراحی و ساخت این سد مشخصات گوناگونی برای آن ذکر شد. در مطالعات اولیه صرفاً با محاسبه ظرفیت تولید انرژی برق‌آبی، ظرفیت ساخت سدی با حجم مخزن ۱۷۳۶ میلیون متر مکعب در محل تنگه گاشمار محاسبه شد. در زمان کلنگ زنی و شروع ساخت سد معشوره عنوان شد سد معشوره با ارتفاع ۱۱۴ متر از پی، طول تاج ۳۵۰ متر و با حجم ذخیره مخزن ۱۶۰۰ میلیون مترمکعب دارای ظرفیت تولید ۲۰۰ گیگاوات ساعت انرژی برق‌آبی در سال است. بعد از سیل ویرانگر فروردین ۱۳۹۸ مطالعات تخصیص آب برای استان لرستان انجام شد و در خرداد ۱۴۰۰ تخصیص آب استان لرستان از محل سد معشوره ۱۸۵ میلیون متر مکعب تعیین شد و بدین ترتیب باقی آورد آب این رودخانه باید تنها برای تولید انرژی برق آبی و ذخیره آب برای جاری شدن برای مناطق پایین دست باشد. سپس دولت وقت با دستور مستقیم رئیس‌جمهور وقت حسن روحانی مجوز ساخت سدی با حجم مخزن حدود ۵۰۰ میلیون متر مکعب (یک سوم حجم مخزن سد اولیه) را برای ساخت ابلاغ کرد ولی تا پایان دولت دوازدهم عملیات ساخت آغاز نشد.

## موقعیت سد
سد گاشمار (معشوره) در شهرستان نورآباد (دلفان) بخش میربگ جنوبی در محل تنگه باستانی گاوشمار بر روی رودخانه کشکان، حدود یک کیلومتر پایین‌تر از محل تلاقی ۲ شاخه تشکیل دهنده کشکان یعنی رودخانه‌های کاکارضا و چم زکریا قرار دارد.